# J. S. Inskip Inc.
J.S. Inskip Inc. (kurz: Inskip) war ein US-amerikanisches Karosseriebauunternehmen, das im 20. Jahrhundert individuelle Aufbauten für Oberklasseautomobile herstellte. Inskip gilt als Nachfolger des traditionsreichen New Yorker Karosserieherstellers Brewster und hatte wie dieser eine enge Beziehung zu Rolls-Royce. Das Unternehmen ist heute an der amerikanischen Ostküste im Automobilhandel engagiert.

## Unternehmensgeschichte

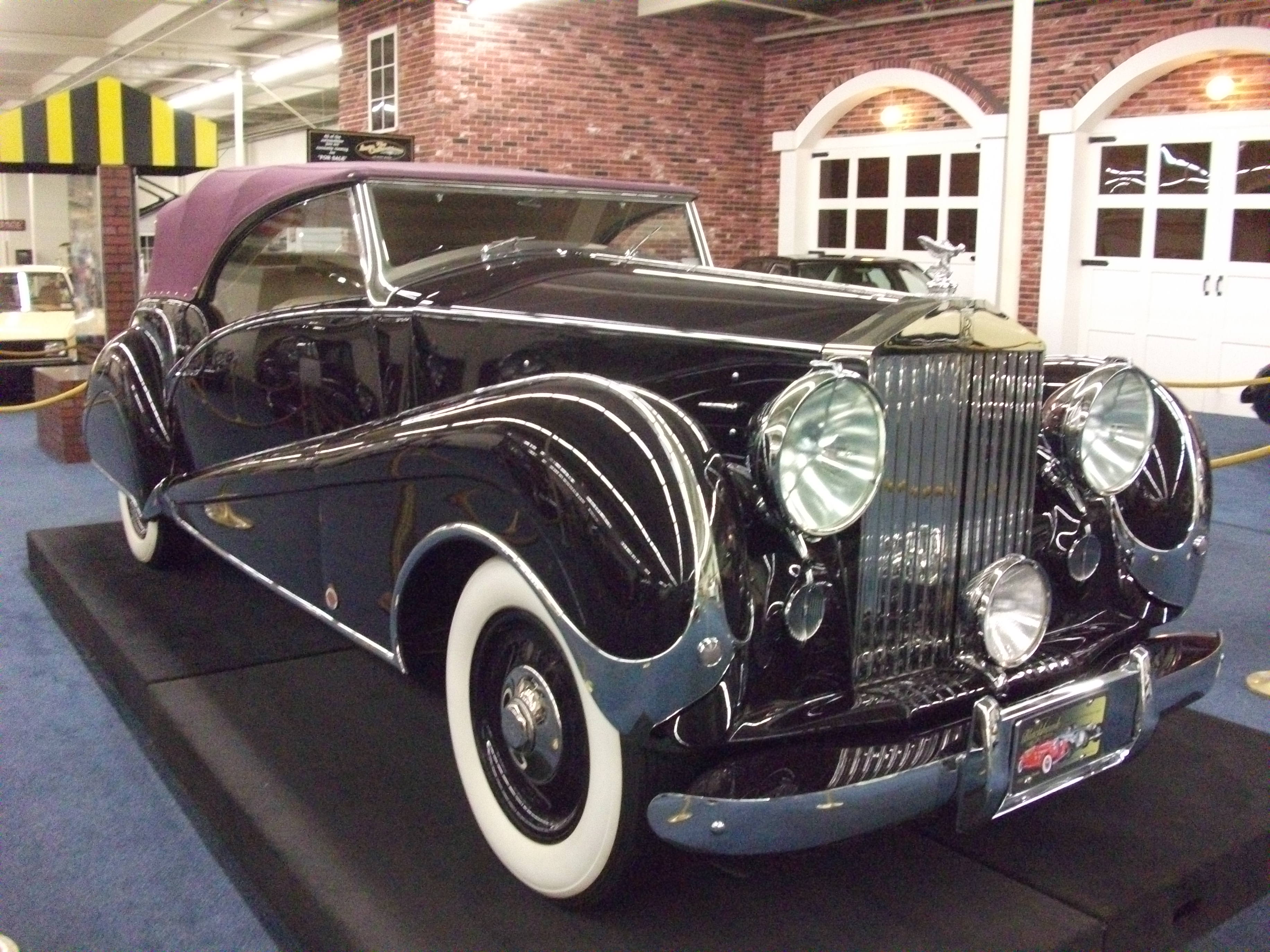
Rolls-Royce Silver Wraith mit Inskip-Karosserie (1947)

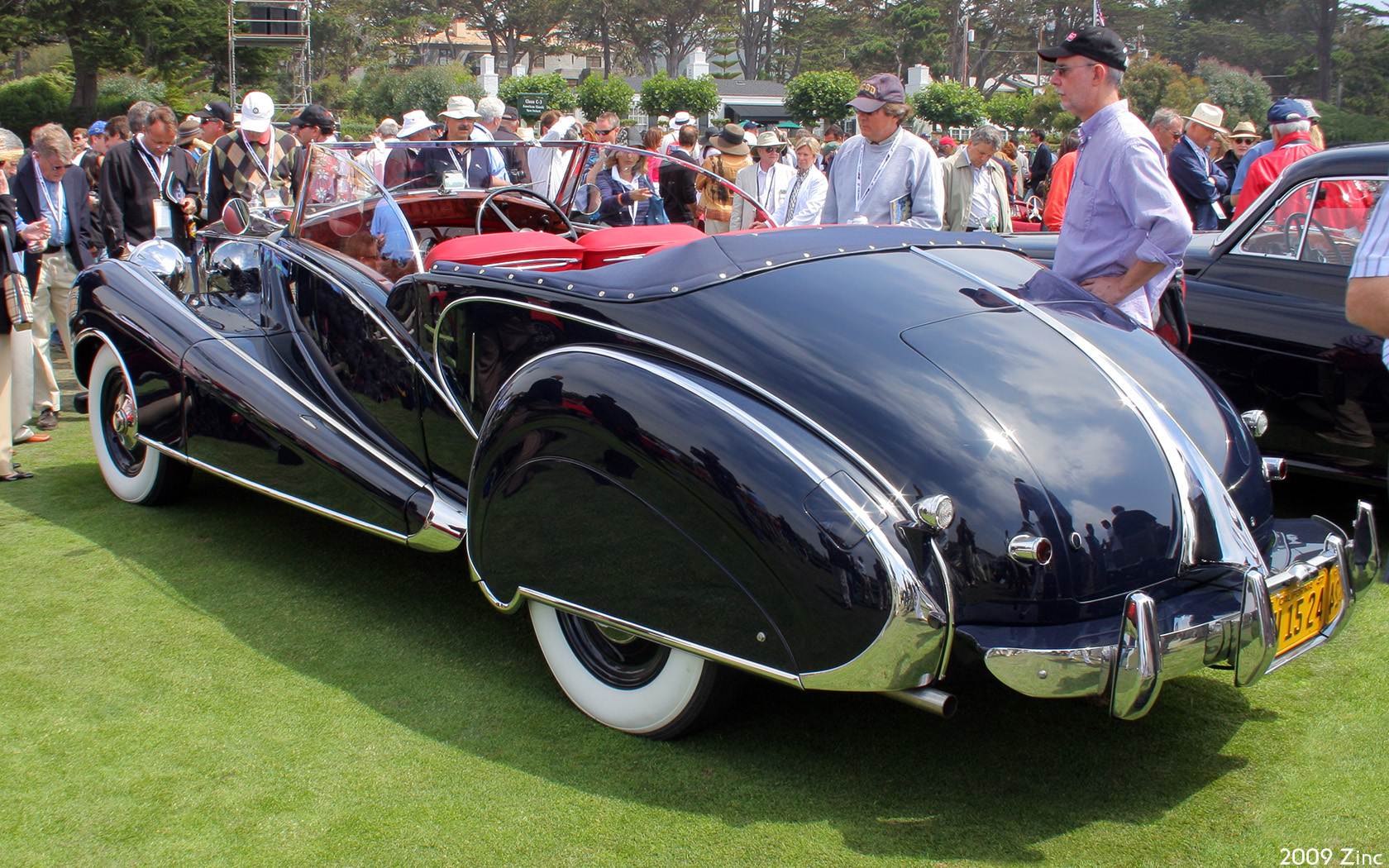
Silver Wraith

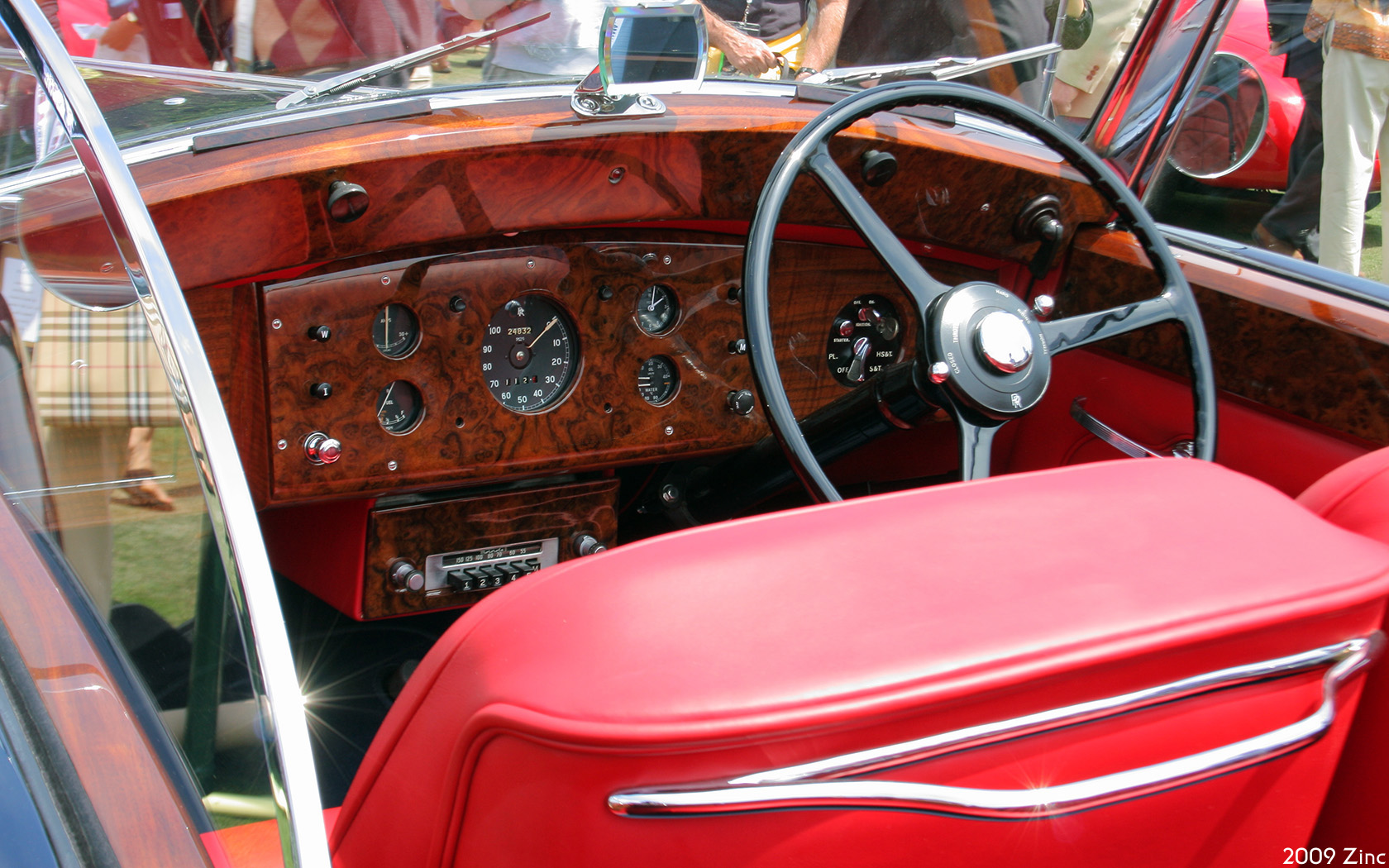
Interieur eines Inskip-Silver Wraith

Das Unternehmen wurde 1937 von John S. Inskip (1885–1961) gegründet. 
John S. Inskip, der Enkel eines amerikanischen Methodisten-Predigers gleichen Namens, war etwa im Alter von 30 Jahren ins Automobilgewerbe gekommen. Zu dieser Zeit wurde er in New York City Vertreter des amerikanischen Automobilherstellers Locomobile. 1922 wechselte Inskip zu Rolls-Royce; er arbeitete zunächst als Verkäufer in der luxuriösen Niederlassung des Unternehmens an der Eighth Avenue, dessen Leitung er wenig später übernahm. Zu dieser Zeit unterhielt Rolls-Royce ein eigenes Montagewerk in Springfield, Massachusetts, das als selbstständiges Unternehmen unter der Bezeichnung Rolls-Royce of America firmierte. Die in Springfield hergestellten Rolls-Royce-Chassis entsprachen technisch vollständig den britischen Konstruktionen. Die Aufbauten für diese Chassis lieferte vorrangig der New Yorker Karosseriehersteller Brewster, der seit 1914 zugleich Rolls-Royce-Importeur gewesen war. 1926 wurde Brewster von Rolls-Royce übernommen. Die Gestaltung der Karosserien erfolgte nunmehr in enger Absprache mit J.S. Inskip, der als Leiter der New Yorker Verkaufsstelle die Wünsche der Rolls-Royce-Kundschaft bündelte. Brewster bot daraufhin Ende der 1920er-Jahre bis zu 30 verschiedene, weitgehend standardisierte Aufbauten für Rolls-Royce-Chassis an.
Infolge der Weltwirtschaftskrise ließ der Absatz von Rolls-Royce-Fahrzeugen zu Beginn der 1930er-Jahre stark nach. 1931 gab Rolls-Royce das amerikanische Tochterunternehmen in Springfield auf; die auf dem nordamerikanischen Markt abgesetzten Autos wurden daraufhin wieder aus Großbritannien importiert. Auch die Aufträge für Brewster gingen zurück. 1933 kleidete das Unternehmen nur noch 70 Chassis ein. Brewster geriet an den Rand der Zahlungsunfähigkeit. 1934 wurde der traditionsreiche, 1810 gegründete Karosseriehersteller in Springfield Manufacturing Corporation umbenannt. Die Leitung übernahm J.S. Inskip, der in den folgenden Jahren versuchte, den Betrieb durch speziell karossierte Sportwagen mit Ford-Chassis am Leben zu halten. Dieses Brewster Town Car genannte Auto war jedoch kein Erfolg. 
1935 war Brewster bzw. Springfield Manufacturing zahlungsunfähig. Nach einer Zwischenphase, in der das Unternehmen Dallas E. Winslow gehörte und in einer Verbindung zu Pierce-Arrow stand, wurde es infolge einer erneuten Insolvenz aufgelöst. Aus der Insolvenz heraus übernahm J.S. Inskip, der zeitgleich New Yorker Alleinimporteur für Rolls-Royce wurde, einen erheblichen Materialbestand von Brewster, ferner zahlreiche ehemalige Brewster-Mitarbeiter sowie einige unverkaufte Chassis von Rolls-Royce of America.  
Auf dieser Grundlage gründete er 1937 die J.S. Inskip Inc., die in Brewsters ehemaligen Werkshallen im New Yorker Stadtteil Queens (Long Island City) ansässig war. Inskip baute in den folgenden Jahren zahlreiche Karosserien für Rolls-Royce-Chassis, wobei es sich vorwiegend um importierte Wraith- und Phantom-III-Chassis handelte. Daneben karossierte Inskip auch einige ältere Chassis von Rolls-Royce of America, die bislang nicht verkauft worden waren. Abgesehen davon entstanden bei Inskip auch Aufbauten für Packard-Chassis. Hier verwendete das Unternehmen gelegentlich übrig gebliebene, d. h. auf Vorrat gefertigte und nicht verkaufte Brewster-Karosserien, die an das Packard-Fahrgestell angepasst wurden; teilweise wurden auch neue Entwürfe erarbeitet, die sich vielfach an europäischen Vorbildern orientierten. Verantwortlicher Designer bei Inskip war Carl Beck, der in den späten 1920er-Jahren zu Brewster gekommen war. 
Nach dem Ende des Zweiten Weltkriegs setzte Inskip den Karosseriebau zunächst fort. Das Unternehmen kleidete eine Reihe von Silver-Wraith-Chassis für den nordamerikanischen Markt ein. 
Seit den 1950er-Jahren konzentrierte sich Inskip auf den Automobilhandel. Das Unternehmen gründete Niederlassungen in Providence, Rhode Island, und West Palm Beach, Florida, und verkaufte Rolls-Royce, Bentley, Aston Martin, Riley und MG, wobei einige Modelle gegenüber den Serienmodellen Veränderungen im Karosseriebereich erfuhren. Das gilt unter anderem für den MG TD, den Inskip in den 1950er-Jahren als viersitzige Version mit verlängertem Radstand anbot.
Das Unternehmen existiert noch, der in Rhode Island ansässige Betrieb gehört heute zum Konsortium von Roger Penske.